# تاریخ هنر

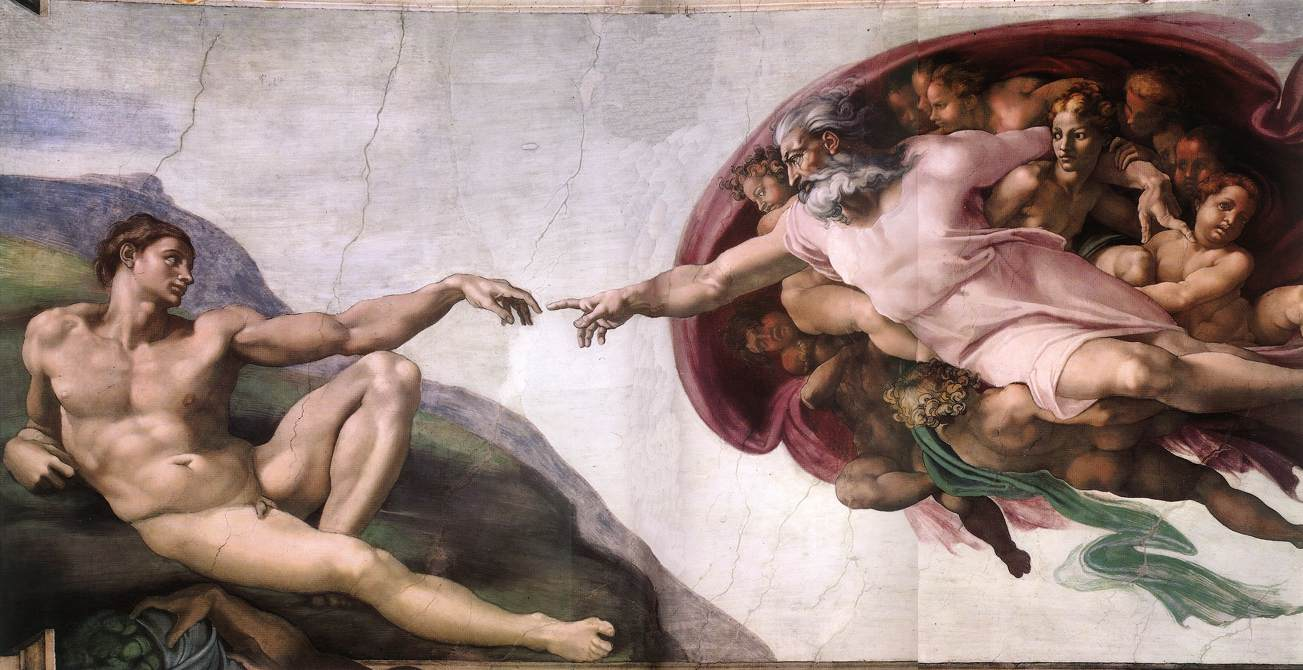
خلقت آدم (۱۵۰۸–۱۵۱۲)، توسط میکل آنژ

تاریخ هنر (به انگلیسی: history of art) به سرگذشت هنرهای تجسمی، نمایشی، شنیداری و کلامی اشاره دارد و به سیر تحول آن در گذر تاریخ می‌پردازد. نقطهٔ آغاز تاریخ هنر در جهان، هنر پیشاتاریخ و آثار هنری غارنشینان —اغلب نقاشی‌ها و مجسمه‌های بدوی (به انگلیسی: primitive) و ابتدایی از حیوانات و انسان‌ها— است. علاوه بر هنر ابتدایی، تاریخ هنر را می‌توان بر اساس منطقه به چند عرصه تقسیم کرد. هنر خاور باستان در سرزمین‌های خاورمیانه و هندوستان، هنر یونان باستان و روم باستان، هنر بیزانس، هنر اسلامی، هنر خاور دور، هنر قرون وسطی در دوران استیلای کلیسا بر اروپا، هنر دورهٔ رنسانس، هنر نوین غربی و در نهایت هنر نوگرای دوران جدید در قرن بیستم از آن جمله‌اند. به عقیده پژوهش‌گران غربی تاریخ هنر، هنر ابتدایی می‌تواند هنر انسان‌های معاصر را که سبک زندگی و فرهنگی بدوی دارند، در کنار هنر انسان‌های ماقبل تاریخ دربرگیرد. برخی این نگاه پژوهش‌گران غربی را ناشی از سلطه فکری خاصی می‌دانند که آن‌ها در برخورد با سایر تمدن‌ها و براساس توسعه‌های مادی و فن‌آورانه تمدن غربی برای خود قائل هستند.
اثر هنری، یک شیء و یک رویداد تاریخی است و به دلیل ملموس‌بودنش، نوعی رویداد پایداری‌کننده به‌شمار می‌رود. به این معنا که حتی اگر ما آگاهی درستی از زمان، مکان و خالق آن نداشته باشیم، اثر به حیات پایدار خود ادامه خواهد داد. این نوع ماده‌ی دیداری (Visual Material) می‌تواند هستی مستقلی داشته باشد. می‌توانیم از نگاه کردن به آن، صرف نظر از هرگونه دانشی درباره‌ی بستر و زمینه‌اش، لذت ببریم، هرچند تردیدی نیست که بینندگانی از دوره‌های زمانی یا فرهنگ‌های مختلف ممکن است یک شیء واحد را به شیوه‌هایی کاملاً متفاوت ببینند و درک کنند.
در سال‌های اخیر خود اصطلاح «تاریخ هنر» به پرسش گرفته شده است. آنچه که به «تاریخ هنر جدید» (New Art History) معروف شده است و اکنون یک نسل هم عمر کرده است، در پی ارزیابی دوباره نحوه تفکر و نگارش ما درباره تاریخ‌های اشیاء دیداری است. «تاریخ هنر جدید» به طور مشخص متأثر از شیوه‌های نظری تفکر درباره هنر است که می‌کوشند معانی اجتماعی، فرهنگی و تاریخی را از دل آثار هنری بیرون بکشند. آنچه در اینجا باید درباره این نوع تاریخ‌نگاری گفت و از آن گذشت این است که این برداشت که آثار هنری معانی تاریخی‌ای ورای نقش خود در روایت‌های تاریخ‌نگارانه مختلف دارند (روایت‌های مبتنی بر عمل خلاقه هنرمندان بزرگ و نیز سبک‌های هنری) برداشتی انقلابی بود. این امر چنان است که حتی با گذشت ۲۰ سال از مطرح شدن این برداشت، موضوع همچنان به دو شاخه «جدید» و «قدیم» تقسیم می‌شود. 

## هنر پیش از تاریخ
هنر در دوران ماقبل تاریخ، هنری ابتدایی و بَدَوی بود که توسط انسان‌های غارنشین قبل از ورود به تمدن خلق شده‌است. این دوران می‌تواند از ده‌ها هزار سال قبل از میلاد مسیح شروع شده و تا دوران ظهور تمدن‌های بین‌النهرین ادامه داشته‌باشد. از نظر تاریخی این دوران به چند بخش تقسیم می‌شود.

## دیرینه‌سنگی و پارینه‌سنگی میانی
(از ۷۵۰ هزار سال قبل از میلاد مسیح تا ۴۰ هزار ق. م)

## پارینه‌سنگی پایانی
(بسته به مکان جفرافیایی تمدن از ۴۰ هزار ق. م تا ۱۰ هزار ق. م) در بخش آخری دوره پلئیستوسن
به دوره‌ای گفته می‌شود که ابزارها یا سلاح‌های ابتدایی با سنگ ناصاف توسط بشر ساخته شد. هنر این دوران شامل نقاشی بر سقف و دیوار غارها و نیز گاهی کنده‌کاری روی سنگ است.
قدیمی‌ترین نقاشی‌ها مربوط به ۳۰ هزار پیش در دیوارهٔ غارهای باستانی فرانسه و اسپانیا کشف شده‌اند؛ بیشتر از گاو، گوزن و اسب که گاهی حاوی نقش انسان هستند و موضع «شکار» را در نقاشی پدیدار می‌کند. در این دوران، تقدس ابزارهای هنری و وسایل نقاشی نیز دارای اهمیت است؛ گویا انسان غارنشین از نقاشی حیوان‌ها برای تسلط بیشتر بر شرایط شکار سود می‌برده‌است و به همین دلیل نقاشی و ابزارش موهبتی مهم و حیاتی تلقی می‌شد.
بارزترین و شناخته شده‌ترین آثار باقی‌مانده از این دوران، مجسمه ۱۰ سانتیمتری از ونوس مربوط به ۲۶ هزار قبل از میلاد (یافت شده در اتریش) و نمادهای فرج کنده‌کاری شده روی سنگ آهک مربوط به ۳۳ هزار سال پیش از میلاد در فرانسه هستند.

## نوسنگی
(بسته به مکان جفرافیایی تمدن از ۸۰۰۰ ق. م تا ۱۵۰۰ ق. م)
انسان ابزار مورد استفاده خود را با سنگ صیقل خورده می‌سازد. بشر در این دوره به کشاورزی و دامداری دست پیدا می‌کند.
هنر این دوران سفالگری رنگی و نیز پیکره‌های کوچک اندام و ساخت مهر با خاک رس نرم است.

## هنر میان‌رودان
در بین‌النهرین و تمدن‌های سومر، اکد، بابل و آشور اولین حضور هنر در کنار تمدن مشاهده می‌شود که هم‌زمان باهنر مصر باستان و هنر هند باستان، همچنین تمدن‌های باستانی ایران است.
اصلی‌ترین نمود هنر در میان تمدن‌های بین‌النهرین، ظروف سفالی است. آغاز هنر سفالگری را می‌توان در ظروف گلی یافت‌شده از ایران و سوریه جُست که قدمت بسیاری از آن‌ها به هزارهٔ هشتم پیش از میلاد می‌رسد. این ظروف گلی، با دست ساخته شده‌اند و در گرمای طبیعی آفتاب خشک شده‌اند و هیچ‌کدام دارای لعاب و رنگ نیستند. این در حالی است که در بین سال‌های ۴۰۰۰ تا ۵۰۰۰ پیش از میلاد، آثاری هنری یافت شده‌است که با چرخ سفالگری و به صورت حرفه‌ای طراحی و ساخته شده‌اند.

## نگارخانه

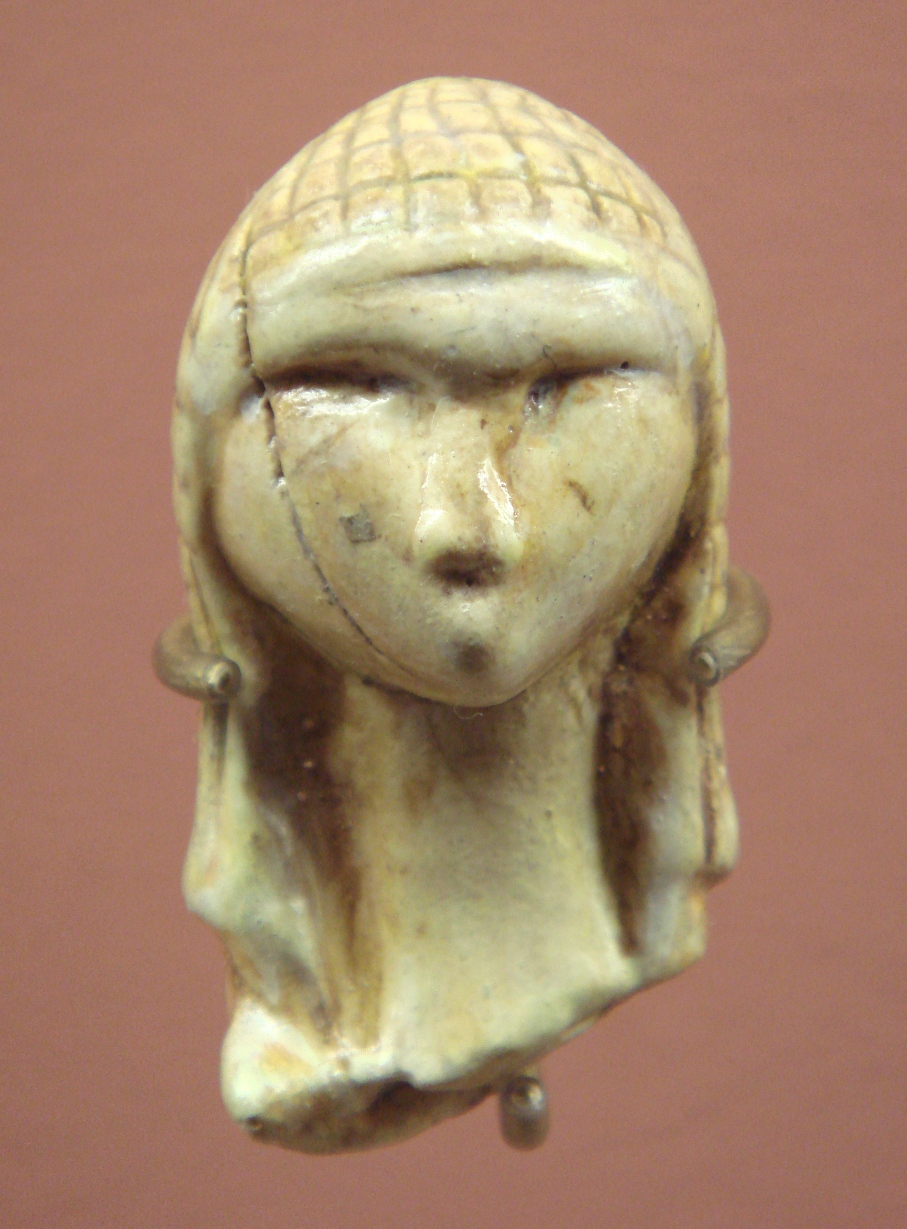
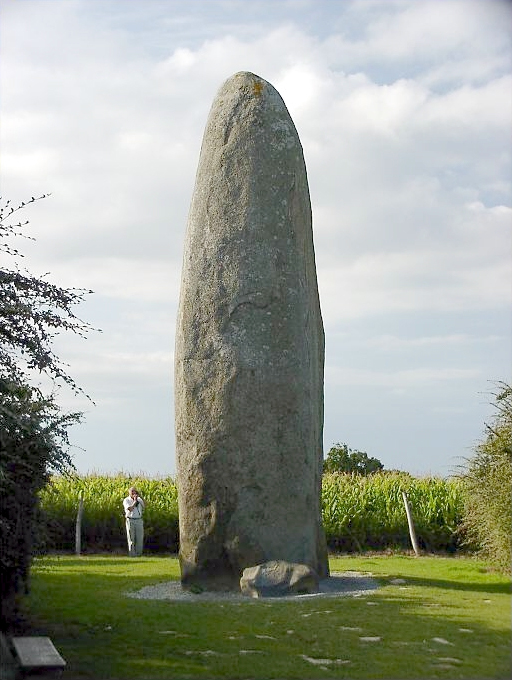
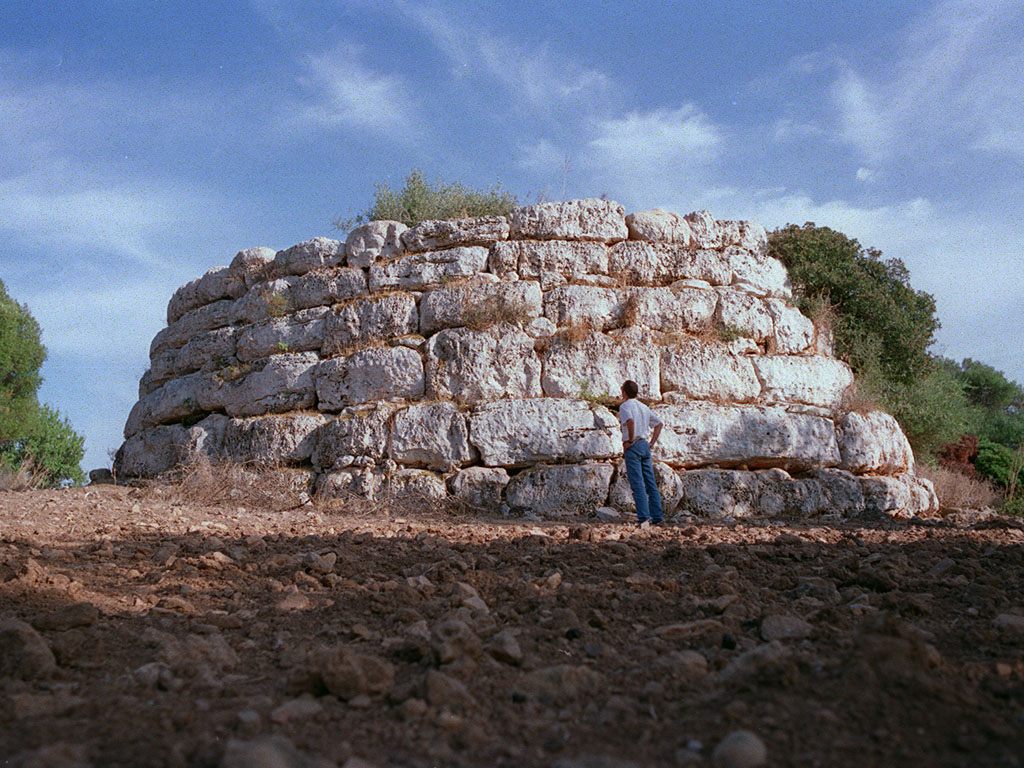
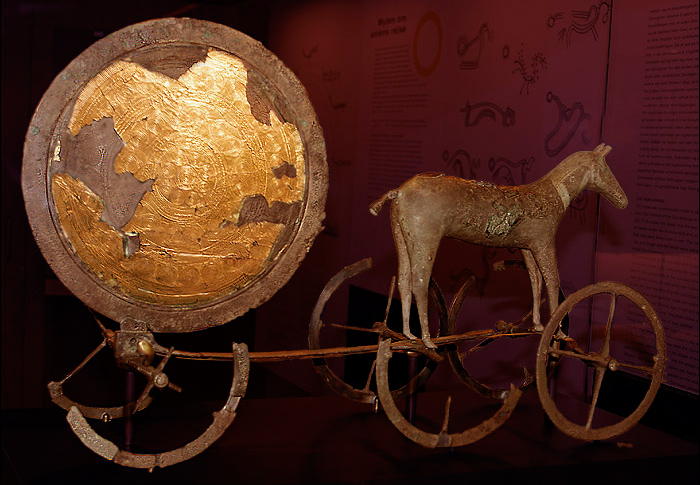